# John Owen (teólogo)
John Owen (Stadhampton, Oxfordshire, 1616 - 24 de agosto de 1683) fue un teólogo y líder de la iglesia congregacional inglesa, administrador académico de la Universidad de Oxford y asesor en asuntos religiosos de Cromwell. Fue uno de los mayores teólogos y líderes del calvinismo puritano, de suerte que llegó a ser llamado el “Calvino de Inglaterra" y el “Príncipe de los puritanos”. A la postre se convirtió en un escritor popular y prolífico, que en 41 años completaría más de 80 obras, muchas de las cuales se convirtieron en clásicos cristianos.

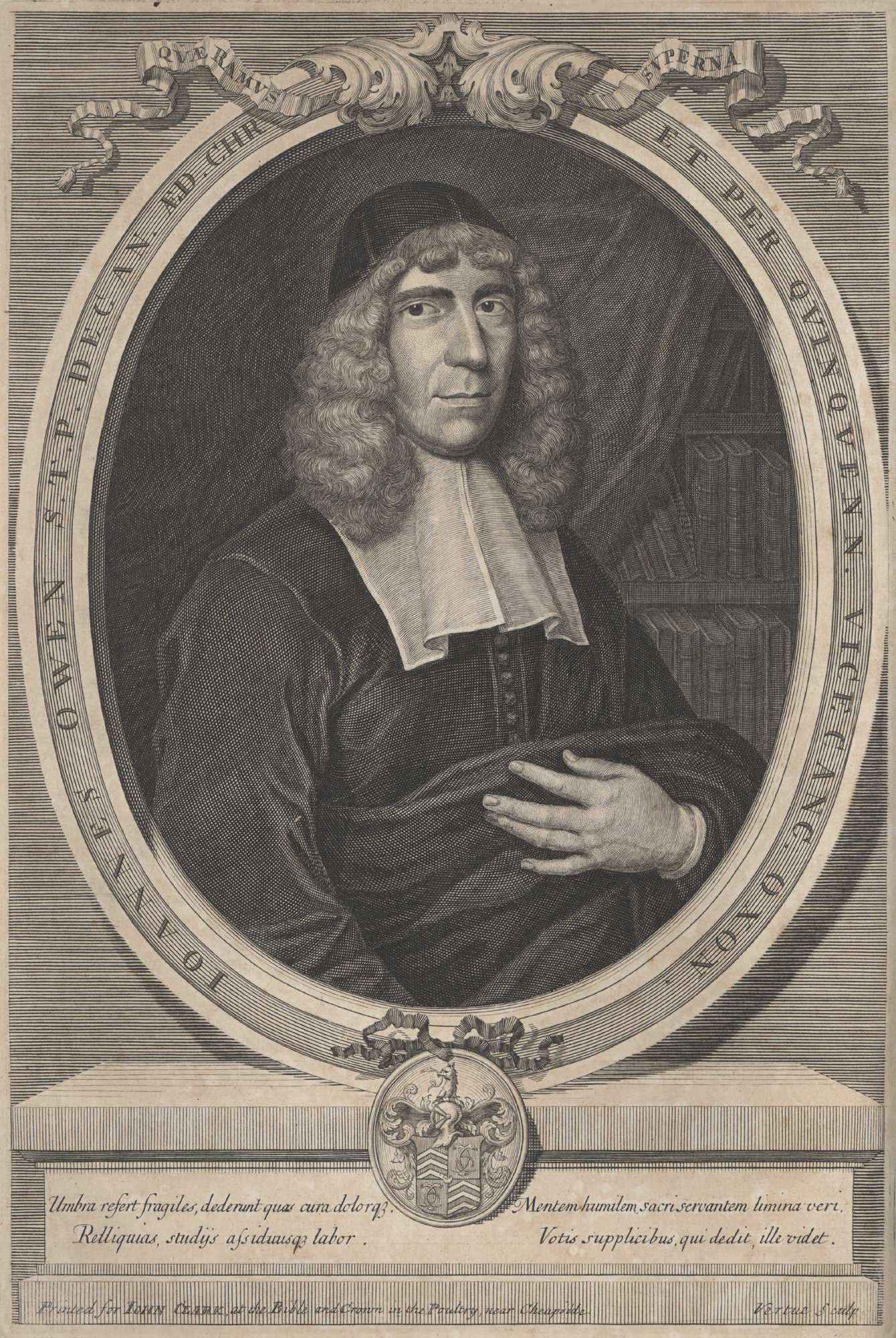
John Owen en un grabado de un libro

## Primeros años

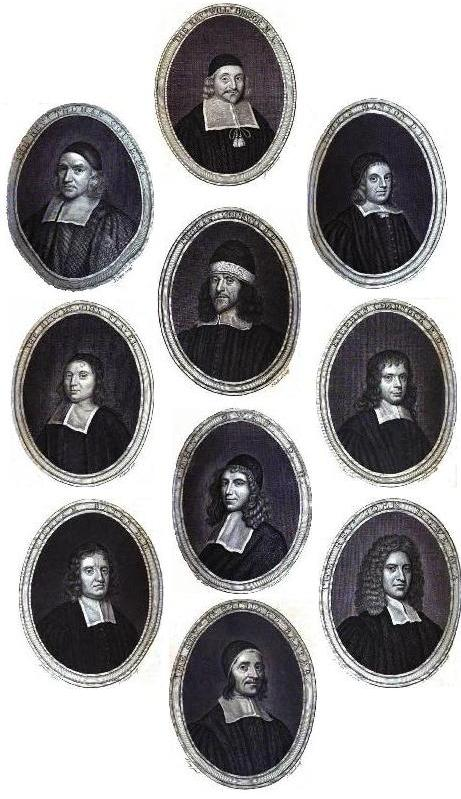
Galería de puritanos famosos: Thomas Gouge, William Bridge, Thomas Manton, John Flavel, Thomas Goodwin, Stephen Charnock, William Bates, John Owen, John Howe, Richard Baxter.

De ascendencia galesa, Owen nació en Stadhampton en Oxfordshire, a cinco millas de Oxford, y fue educado en el Queen's College de la universidad de Oxford, donde obtuvo los grados de bachiller (1632) y maestro (1635) en Artes. Llegó a dominar el griego, el hebreo y el latín y empezó a acumular una profunda erudición. Puritano de crianza, en 1637 fue expulsado de Oxford por la aprobación de los nuevos Estatutos (1636) del canciller William Laud, arzobispo de Canterbury, que dieron comienzo a una persecución de los puritanos. Entonces se convirtió en capellán y tutor en la familia de Sir Robert Dormer y luego de la de John, segundo o tercer barón de Lovelace, simpatizante de la causa puritana. Pero al estallar la Guerra civil inglesa en 1642, se alió con el Parlamento y perdió así su posición (lord Lovelace se ahirió a la causa realista) y la posibilidad de acceder a la herencia de su tío galés, que era también realista. 
Marchó a Londres y por un tiempo vivió en Charterhouse Yard, preocupado por cuestiones teológicas; pero sus dudas fueron allanadas por un sermón que predicó un desconocido en la iglesia de Saint Mary Aldermanbury, a donde había ido con intención de escuchar a Edmund Calamy el Viejo (1600-1666), un famoso predicador presbiteriano; había sido sustituido por este otro personaje, que predicó sobre Mateo VIII, 26: “¿Por qué teméis, hombres de poca fe?”. Se sintió lleno del Espíritu Santo, y más tarde publicaría un gran discurso sobre la obra del Espíritu Santo en inglés.Su primera publicación fue, sin embargo, La discordancia del arminianismo (1642), una defensa enérgica del calvinismo. En 1643 le ofrecieron ser pastor del pueblo de Fordham y al año siguiente, 1644, se convirtió del presbiterianismo al congregacionalismo y se casó con Mary Rooke. Tuvo de ella once hijos, pero solo una hija llegó a la edad adulta. En Fordham escribió El deber de los pastores y la gente distinguida. En 1646 pasó a ser ministro en Coggeshall (Essex), a unas cinco millas al sur, una ciudad de comerciantes frecuentada por tratantes flamencos; predicó ante el Parlamento el día después de la ejecución del rey Carlos I, y logró cumplir su tarea sin mencionar directamente ese evento. Llegó a congregar a dos mil personas cada domingo para oír sus sermones. En 1647 nuevamente argumentó contra el Arminianismo, lo que lo llevó a un largo debate con Richard Baxter. 
Fiel adicto a la causa parlamentaria, se fue transformando en asesor de Oliver Cromwell (1599-1658) y lo acompañó en sus campañas en Escocia y en Irlanda como capellán. En esta última enfermó pero permaneció allí desde agosto de 1649 hasta febrero de 1650, arreglando los asuntos del Trinity College de Dublín. En marzo de 1651 Cromwell le otorgó el decanato de la iglesia de Christ Church en Oxford, y como canciller él mismo, lo designó vicecanciller de la Universidad de Oxford en 1652. Pero su relación con Cromwell se disolvió cuando este fue tentado en 1654 para ser rey de Inglaterra; aunque lo rechazó, el parlamentario Owen ya no volvió a sentirse partidario suyo. En 1656 publicó La mortificación del pecado.
Al morir Oliver Cromwell, "lord protector" de Inglaterra, en septiembre de 1658, el puritarismo se vio comprometido por la reacción realista que se dio en todo el país. Owen se convirtió en un líder clave de los congregacionalistas puritanos, e impulsó la Declaración de Saboya, fundamento de las iglesias congregacionalistas para los días difíciles que se avecinaban. Apenas unos días después del deceso, Owen se reunió con otros 200 líderes congregacionalistas, incluidos Thomas Goodwin (1600-1680), Philip Nye (1596-1672) y William Bridge (1600-1671), en la capilla del antiguo Palacio de Saboya en Londres para hacer el escrito.
Durante sus ocho años de vida oficial en Oxford, Owen se mostró a sí mismo como un dirigente firme, aunque, como señaló John Locke, las tradiciones aristotélicas en educación no experimentaron ningún cambio. Con Philip Nye desenmascaró al popular astrólogo William Lilly, y, pese a condenar a azotes a dos cuáqueros por perturbar la paz, su gobierno no fue intolerante. Los servicios anglicanos se llevaron a cabo aquí y allá, y en la propia Iglesia de Cristo, se permitió oficiar al capellán anglicano, que permaneció en el colegio. Si bien el espíritu de libre examen de las Escrituras fue poco alentador, el puritanismo en Oxford no fue simplemente un intento de forzar la educación y la cultura a "los moldes de plomo de la teología calvinista". Owen, a diferencia de muchos de sus contemporáneos, estaba más interesado en el Nuevo Testamento que en el Antiguo. Durante sus años en Oxford escribió Justitia Divina (1653), una exposición del dogma de que Dios no puede perdonar el pecado sin una expiación; Comunión con Dios (1657), Doctrina de la perseverancia de los santos (1654), su ataque final contra el arminianismo; Vindiciae Evangelicae, un tratado escrito por orden del Consejo de Estado contra el socinianismo tal como fue expuesto por John Biddle; Sobre la mortificación del pecado en los creyentes (1656), un trabajo introspectivo y analítico; Cisma / Schism (1657), uno de los más legibles de todos sus escritos; De la tentación (1658), un intento de recordar al puritanismo la anarquía anarquista del sectarismo y del fariseísmo que lo siguió y amenazó con destruir la simplicidad y pureza primitiva de la fe.

## Vida política
Además de sus preocupaciones académicas y literarias, Owen estuvo continuamente involucrado en asuntos de estado. En 1651, el 24 de octubre (después de Worcester), predicó el sermón de acción de gracias ante el parlamento. En 1652 se sentó en un consejo para considerar la condición del protestantismo en Irlanda. En octubre de 1653, fue uno de los varios ministros que Cromwell convocó a una consulta sobre la unión de la iglesia. En diciembre, el grado de Doctor en Divinidad le fue otorgado por la Universidad de Oxford. En el Primer Parlamento del Protectorado de 1654 se sentó, por corto tiempo, como el único miembro del Parlamento por la Universidad de Oxford y, junto con Baxter, fue colocado en el comité para establecer los "fundamentos" necesarios de la tolerancia prometida en el Instrumento de Gobierno. En el mismo año fue presidente de un comité sobre asuntos de la Iglesia escocesa. También fue uno de los Triers, y parece haberse comportado con amabilidad y moderación en ese desempeño. Como vicecanciller actuó con disposición y espíritu cuando estalló un levantamiento realista en Wiltshire en 1655; su adhesión a Cromwell, sin embargo, no fue en modo alguno servil, ya que hizo, a petición de Desborough y Pride, una petición en contra de que recibiera la realeza cuando le fue ofrecida. Así, cuando Richard Cromwell sucedió a su padre como canciller, Owen perdió su vicerrectoría. En 1658 participó en la conferencia de Independientes que elaboró la Declaración de Saboya (la profesión de fe o estándar doctrinal del congregacionalismo, que se basó en la Confesión de Fe de Westminster).
Prefirió la idea de una simple república a la de un protectorado cuando murió Cromwell en 1658. Ayudó en la restauración del Parlamento y, cuando George Monck comenzó su marcha hacia Inglaterra, Owen, en nombre de las iglesias independientes, a las que se suponía que pertenecía Monck y que estaban ansiosas por conocer sus intenciones, escribió para disuadirlo. En marzo de 1660, habiendo destacado el partido presbiteriano como el más importante, Owen fue privado de su decanato, que fue devuelto a Reynolds. Se retiró a Stadham, donde escribió varias obras teológicas controvertidas, en particular su laboriosa Teologumena Pantodapa, una historia del auge y progreso de la teología. El respeto en el que muchas de las autoridades sostuvieron por su eminencia intelectual le ganó una inmunidad negada a otros inconformes. En 1661 se publicó el célebre Fiat Lux, obra del fraile franciscano John Vincent Cane; en él, la unidad y la belleza del catolicismo se contrastan con la confusión y la multiplicidad de las sectas protestantes. A petición de Clarendon, Owen respondió en 1662 con sus Animadversiones; y tan grande fue el éxito de ese trabajo que se le ofreció preferencia si se conformaba. La condición de Owen fue la libertad para todos los que discrepaban en doctrina con la Iglesia de Inglaterra; por lo tanto, nada salió de esa la negociación.
En 1663, Owen fue invitado por las iglesias congregacionales en Boston (Massachusetts), para convertirse en su ministro, pero se negó. El Conventicle y Five Mile Acts lo llevaron a Londres y en 1666, después del Gran Incendio de Londres, él, al igual que otros ministros no conformistas destacados, preparó un salón para dar un servicio público y reunió una congregación compuesta principalmente por los antiguos oficiales de la Mancomunidad. Una fuente de 1862 dice que "esta congregación se distinguió más por el rango y el valor de sus miembros que por su número" y ofrece como ejemplo a John Desborough, el soldado que se casó con la hermana de Cromwell; James Berry (Mayor General), otro soldado; Charles Fleetwood; Bridget Bendish, la hijastra de Fleetwood; Sir John Hartopp y su esposa Elizabeth, la hija de Fleetwood; Mary, lady Abney de Abney Park, vecina de Fleetwoods; y Lady Haversham.
Mientras tanto, Owen escribía incesantemente; y en 1667 publicó su Catecismo, que llevó a una propuesta, "más aguda que diplomática", de Baxter para la unión. Pasaron varios documentos y, después de un año, el intento se cerró con la siguiente nota lacónica de Owen: "Todavía soy un bienintencionado para estas matemáticas". También fue ahora cuando publicó la primera parte de un vasto trabajo en varios volúmenes sobre la Epístola a los Hebreos de San Pablo, junto con su Exposición práctica sobre el Salmo 130 (1668) y su libro de búsqueda sobre el pecado que mora en la vida.
En 1669, Owen escribió una enérgica protesta a los congregacionalistas de Nueva Inglaterra, quienes, bajo la influencia del presbiterianismo, se habían mostrado perseguidores. En la patria también él estaba ocupado en la misma causa. En 1670, el gobierno eclesiástico de Samuel Parker atacó a los inconformes con torpe intolerancia. Owen le respondió (Verdad e Inocencia Vindicada) y Parker respondió ofensivamente. Luego Andrew Marvell se deshizo de Parker finalmente con bromas y sátiras en The Rehearsal Transposed. El propio Owen produjo un tratado Sobre la Trinidad (1669) y Amor y paz cristianos (1672).
En la reactivación de las Leyes de la Convivencia en 1670, Owen fue designado para redactar un documento de razones que se presentó a la Cámara de los Lores en protesta. En este año o el siguiente, el Harvard College lo invitó a convertirse en su presidente; Recibió invitaciones similares de algunas de las universidades holandesas. Cuando el rey Carlos II de Inglaterra emitió su Declaración de indulgencia en 1672, Owen redactó una dirección de agradecimiento; Owen fue uno de los primeros predicadores en las conferencias semanales que los independientes y presbiterianos celebraron conjuntamente en Princes 'Hall en Broad Street. Fue respetado por muchos de la nobleza, y durante 1674 tanto el rey Carlos II como su hermano el rey Jaime II le aseguraron sus buenos deseos a los disidentes. Charles le dio 1000 guineas para aliviar a aquellos a quienes habían presionado las severas leyes, y pudo obtener la liberación de John Bunyan, cuya predicación admiraba. En 1674, Owen fue atacado por William Sherlock, decano de San Pablo. Desde este momento hasta 1680, se comprometió con su ministerio y su escritura.
El principal de sus escritos entonces fue On Apostasy (1676), un triste relato de la religión bajo la Restauración; Sobre el Espíritu Santo (1677-1678) y La doctrina de la justificación (1677). En 1680, sin embargo, el 11 de mayo Stillingfleet predicó su sermón sobre La fechoría de la separación, y Owen defendió a los inconformes del cargo de cisma en una breve Vindicación. Baxter y Howe también respondieron a Stillingfleet, quien publicó entonces The Unreasonableness of Separation. Owen respondió nuevamente, y luego abandonó la controversia a un enjambre de ansiosos combatientes. Desde este momento hasta su muerte, estuvo ocupado en escribir continuamente, solo perturbado por padecimientos de asma y cálculos renales, y por el absurdo cargo de estar implicado en la conspiración de la Casa del Centeno. Su trabajo más importante fue su Tratado sobre las iglesias evangélicas, en el que se contenían sus últimos puntos de vista sobre el gobierno de la iglesia. Murió en Ealing y fue enterrado el 4 de septiembre de 1683 en Bunhill Fields.

## Influencia teológica
La teología de la justificación, tal como la enseñó John Owen, fue utilizada por el ministro holandés Alexander Comrie (1706-1774) de Woubrugge en sus propias polémicas contra lo que él veía como neónomos. Al igual que Owen, Comrie enfatiza el punto de que antes de que Dios le dé fe al pecador, mira los méritos de Cristo. Es debido a los méritos de Cristo que el pecador recibe el don de la fe para creer en Cristo para la salvación. Para Comrie, Owen era una autoridad teológica que bien podía usar para su propia teología de la justificación por la fe.